# Shuki

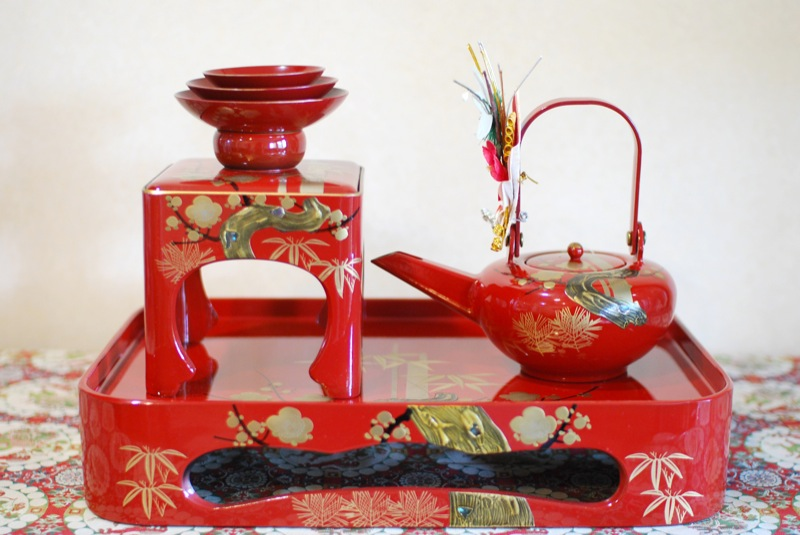
Shuki à toso.

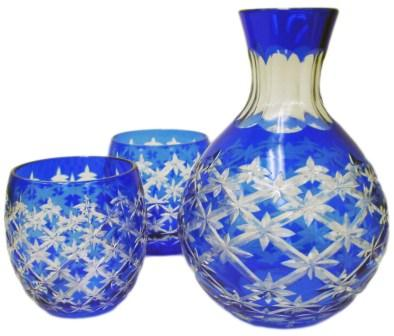
Shuki à saké.

Un shuki (酒器) est un service à saké, la bière traditionnelle japonaise. Il se compose de différentes parties : bouteille, pichet, coupes et accessoires. Il est en céramique en général, mais peut aussi être en métal, en bois, en bambou, en verre ou en plastique, selon l'usage (saké servi glacé ou réchauffé) ou la destination (consommation personnelle, familiale, officielle, cérémonielle). Le service à saké varie en effet de celui du toso (saké du Nouvel An) par exemple. Le heishi a aujourd'hui disparu de ce service.
Un shuki traditionnel se compose d'un tokkuri et de deux choko ou d'un guinomi, voire d'un masu. Ces éléments peuvent être produits ou achetés ensemble ou séparément (ils peuvent ainsi être dépareillés sans souci).
Un shuki cérémoniel se compose d'un chōshi et d'un ou trois sakazuki.